# Franz Groth
Franz Wilhelm Karl Hugo Groth (* 20. November 1850 in Glückstadt, Herzogtum Holstein; † 1918) war ein deutscher Richter und Parlamentarier.

## Leben
Franz Groth besuchte das Gymnasium in Kiel und studierte ab 1868 an der Ruprecht-Karls-Universität Heidelberg, der Universität Leipzig, der Friedrich-Wilhelms-Universität zu Berlin und der Königlichen Universität Greifswald Rechtswissenschaft. 1869 wurde er Mitglied des Corps Vandalia Heidelberg. Ab dem 1. Oktober 1870 leistete er Kriegsdienst als Einjährig-Freiwilliger beim 2. Schlesischen Grenadier-Regiment Nr. 11 und nahm am Deutsch-Französischen Krieg teil. 1874 bestand er das erste Staatsexamen und war als Referendar beim Amtsgericht Itzehoe, der dortigen Staatsanwaltschaft und dem Appellationsgericht Kiel beschäftigt. Am 23. November 1878 bestand er das zweite Staatsexamen.
Nach dem Studium schlug er die Richterlaufbahn ein. Er wurde am 1. Oktober 1879 Amtsrichter am neu gegründeten Amtsgericht Trittau und wurde zum 1. Dezember 1884 von dort an das Amtsgericht Neumünster versetzt. 1890 wurde er Landrichter am Landgericht Kiel und 1892 Landgerichtsrat in Kiel. 1910 war er Landgerichtspräsident in Glatz. 1914 wurde er zum Landgerichtspräsidenten des Landgerichts Flensburg berufen.
Groth saß 1894–1898 als Abgeordneter des Wahlkreises Schleswig-Holstein 14 (Stadt- und Landkreis Kiel) im Preußischen Abgeordnetenhaus. Er gehörte der nationalliberalen Fraktion an. 1898–1903 war er im Zentralvorstand der Nationalliberalen Partei.

## Ehrungen
- Charakter als Geh. Oberjustizrat[1]